# Moa Hedell
Moa Hedell, född 5 november 1995, är en svensk fotbollsspelare som spelar för Hammarby IF i damallsvenskan. Hennes moderklubb är Älta IF.
Hedell gick till Hammarby IF från Älta IF 2014. En skada i korsbandet på försäsongen gjorde att Hedell blev borta från spel hela 2014. Trots detta valde Hammarby IF att förlänga hennes kontrakt inför säsongen 2015.
Hon har även ingått i Sveriges U17 och U19-landslag.